# Techno Live Sets
Techno Live Sets (TechnoLiveSets) es un blog de Sesiones, Mix y/o Sets de Techno, fundado por Juan Camilo Cano en enero de 2010. Se ubica como uno de los sitios web de Música Techno más importantes en Internet. Techno Live Sets comparte con regularidad sesiones de música Techno, Tech House, House, Deep House, Minimal House y Minimal Techno creadas por los mejores Djs del planeta.
TechnoLiveSets es muy popular en redes sociales como Facebook, Mixcloud, Twitter y su podcast ocupa las primeras posiciones en los listados de iTunes.
TechnoLiveSets ofrece también la oportunidad a los nuevos Dj y productores de música electrónica de participar e incluir sus sesiones en el portal, siendo esta la mejor plataforma para promocionar a los nuevos talentos.